# 奥村安太郎
奥村 安太郎（おくむら やすたろう、1876年（明治9年）8月24日 - 1946年（昭和21年）12月11日）は、明治末から昭和前期の実業家、政治家。衆議院議員。旧姓・木島。

## 経歴
京都府京都市で、旧淀藩士・木島行吉の息子として生まれ、1901年（明治34年）8月、奥村つる の養子となり、その後家督を相続した。1903年（明治36年）京都法政大学（現立命館大学）法律科を卒業した。
1906年（明治39年）奥村合名会社を設立し代表社員に就任。清国、朝鮮に支店を設けた。1909年（明治42年）4月、三等郵便局長に任じられ1911年（明治44年）6月まで在任。その後、京都電気取締役、日本陶料取締役、朝鮮無煙炭礦取締役、阪東土地取締役、摂丹鉄道社長、台湾農林社長、京都火災保険社長、国民銀行頭取、西宮土地監査役、台湾総督府嘱託、樺太庁嘱託などを務めた。また、京都区裁判所下京区出張所を自費で建築し司法省に寄付するなど、社会公共のために多大な寄付を行った。
京都府市涜職問題が起き、市政刷新団の推薦で京都市会議員に当選した。1915年（大正4年）3月、第12回衆議院議員総選挙（京都府京都市、無所属）では次点で落選。1920年（大正9年）5月の第14回総選挙（京都府第2区、憲政会）で当選し、その後庚申倶楽部に所属して衆議院議員に1期在任した。